# Lonchaea marshalli
Lonchaea marshalli är en tvåvingeart som beskrevs av Mcalpine 1975. Lonchaea marshalli ingår i släktet Lonchaea och familjen stjärtflugor. Inga underarter finns listade i Catalogue of Life.